# Jacob Nettey
Jacob Nettey (ur. 25 stycznia 1976) – piłkarz ghański grający na pozycji obrońcy. W reprezentacji Ghany rozegrał 30 meczów.

## Kariera klubowa
Karierę piłkarską Nettey rozpoczął w klubie Hearts of Oak. W 1994 roku zadebiutował w jego barwach w ghańskiej Premier League. W Hearts of Oak grał do 2002 roku i w tym okresie sześciokrotnie zostawał mistrzem kraju w latach 1997, 1998, 1999, 2000, 2001 i 2002 oraz zdobył trzy Puchary Ghany (1996, 1999, 2000). W 2000 roku wygrał z Hearts Ligę Mistrzów. W 2003 roku odszedł do klubu Heart of Lions. Grał w nim do końca swojej kariery, czyli do 2005 roku.

## Kariera reprezentacyjna
W reprezentacji Ghany Nettey zadebiutował w 1995 roku. W 1996 roku zagrał na Igrzyskach Olimpijskich w Atlancie. W 2000 roku został powołany do kadry Ghany na Puchar Narodów Afryki 2000. Na tym turnieju był rezerwowym i nie wystąpił w żadnym meczu. Od 1995 do 2001 roku rozegrał w kadrze narodowej 30 meczów.